# Монеты Абхазского царства
Монеты Абхазского царства — группа безымянных монет, предположительно, чеканившаяся в Абхазском царстве в разные периоды до объединении Грузинского царства Багратом III в 1008 году.

## История чеканки
Во время правления Баграта I Абхазское царство, предположительно, начинает чеканить собственную монету.